# 蓮舫
蓮舫（れんほう、1967年〈昭和42年〉11月28日 - ）は、日本の政治家、タレント、レポーター、報道キャスター。参議院議員（5期）。本名は齊藤 蓮舫（さいとう れんほう）。村田信之と婚姻中の本名は村田 蓮舫（むらた れんほう）であった。
菅直人内閣で内閣府特命担当大臣（行政刷新、消費者及び食品安全）、内閣総理大臣補佐官を、野田内閣で内閣府特命担当大臣（行政刷新、「新しい公共」、少子化対策、男女共同参画）、公務員制度改革担当大臣を務めたほか、民主党幹事長代行、参議院東日本大震災復興特別委員長、民主党代表代行、民進党代表代行、民進党代表（第2代）、立憲民主党代表代行、参議院国土交通委員長を歴任した。

## 来歴

### 生い立ち
日本と台湾の企業との間で台湾バナナ貿易業を営んでいた台湾人の政商である父・謝哲信（陳杏村の次男）と、「ミス・シセイドウ」であった日本人の母・齊藤桂子の長女として東京都目黒区で生まれた。出生時は中華民国籍となり、1984年の国籍法改正で父母両系血統主義になったのに伴い、1985年に17歳で中華民国籍を保持したまま日本国籍を取得したが、二重国籍批判が起きたことを機に申請した「国籍喪失許可証書」が、2016年9月13日付けで台湾側より発行され、2016年10月7日付けで日本国籍の選択を宣言したが、これにより、後に二重国籍問題が浮上することになる（詳細は#二重国籍問題で後述）。青山学院幼稚園、青山学院初等部、青山学院中等部・高等部、青山学院大学法学部公法学科を卒業。

### グラビアアイドル・タレント・報道キャスター時代
芸能活動は1985年、17歳の時にNTTのテレホンカードのCMに出演。青山学院大学在学中の1988年には音響機器メーカーのキャンペーンガールである「クラリオンガール」に選ばれ、グラビアアイドルとして活躍した。日本テレビ『スーパージョッキー』のアシスタントや、サッポロビール「サッポロ黒ラベル」のCMなどに出演し知名度を上げる。
1992年4月からは報道・情報番組に主軸を移し、TBS『3時にあいましょう』と後継番組の『スーパーワイド』、1993年4月から1995年9月にかけ、テレビ朝日『ステーションEYE』のメインキャスターを務めた。
1993年8月に、番組スタッフであった村田信之と結婚（2020年8月に離婚）。
1995年から1997年にかけて北京大学に留学。1997年1月に妊娠を機に退学し、日本に帰国。同年4月に双子を出産した。

### 政界入り

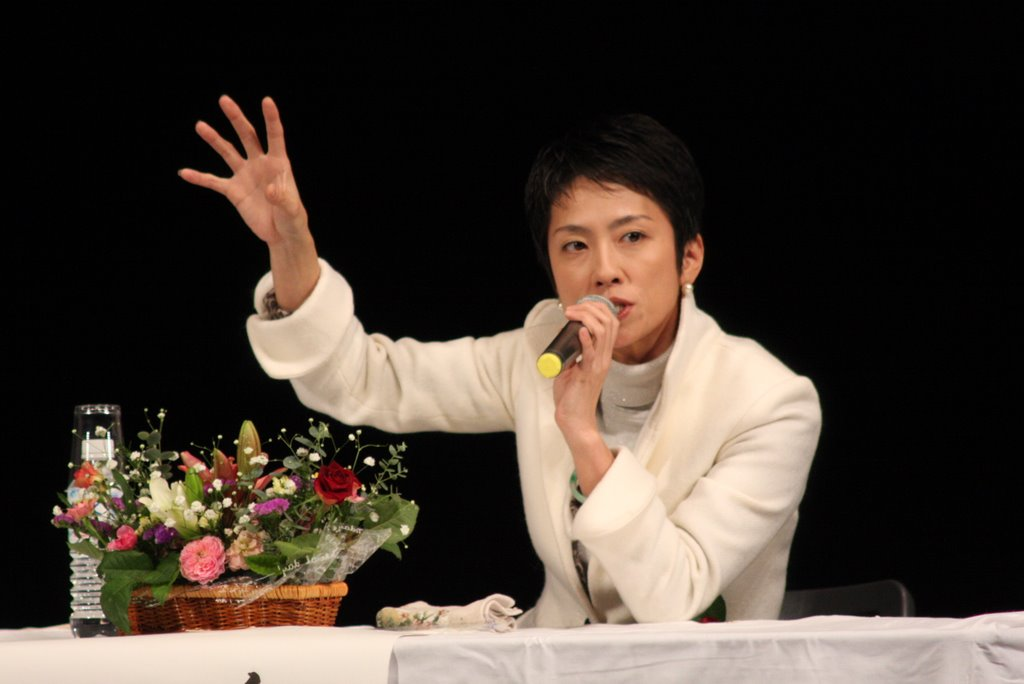
蓮舫（2008年1月25日）

2004年7月、手塚仁雄の誘いで民主党から第20回参議院議員通常選挙に出馬（東京都選挙区：定数8・改選4）。比例区新人の吉田公一との連動で、小川敏夫は再選、蓮舫は初当選した。同年8月、民主太平洋大会出席のため台湾を訪問し総統の陳水扁と会見した。この中で、台湾の世界保健機関加盟や台湾からの観光客に対するビザ免除などを求める陳を支持した。また、マニフェストは「ママフェスト」と称し、子育て経験を背景に少子化対策などを訴えた。
2005年9月11日の第44回衆議院議員総選挙で民主党は議席を「177」から「113」に減らし、9月12日、党代表の岡田克也は引責辞任を表明。岡田の辞任に伴う代表選挙（9月17日実施）では、前原誠司の推薦人に名を連ねた。
2007年9月、民主党のネクスト年金担当大臣である長妻昭からの要請で、ネクスト年金担当副大臣に就任。

### 民主党政権

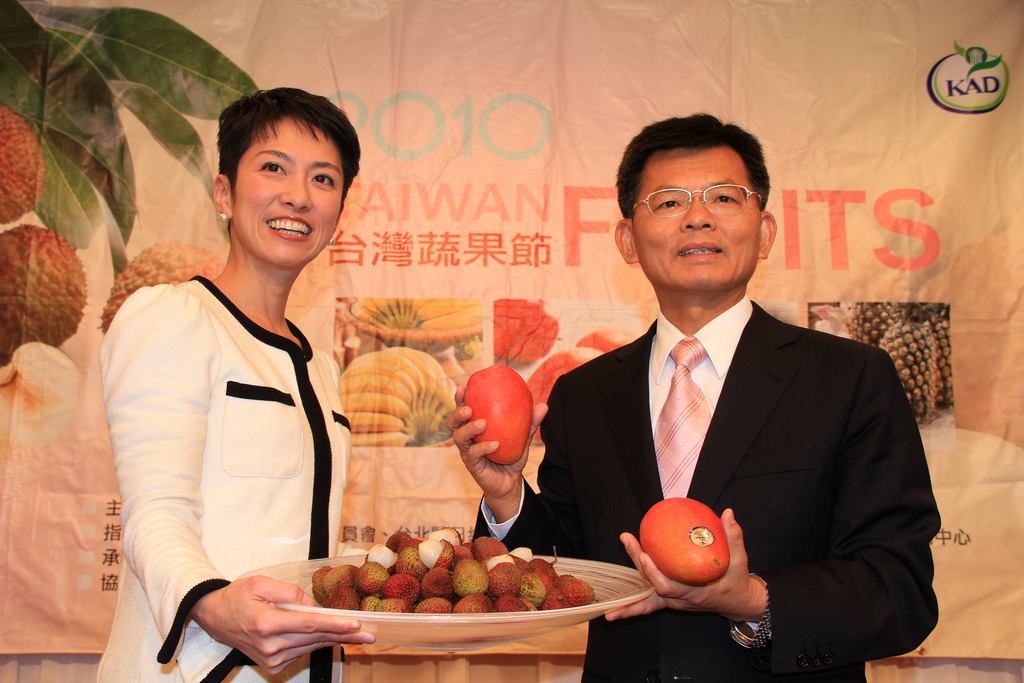
2010年5月30日、台湾高雄県長楊秋興と共に

2009年10月21日、内閣府が設置した事業仕分けワーキンググループの一つである、農林水産省、文部科学省、防衛省担当の「仕分け人」となった。
2010年6月2日、鳩山由紀夫が民主党代表と首相辞任を表明。鳩山の辞任に伴う代表選挙（6月4日投開票）では菅直人の推薦人に名を連ねた。同年6月8日に発足した菅直人内閣において、内閣府特命担当大臣（行政刷新担当）に就任。その2日後に内閣府にて行われた、就任後初の省庁会見で、会見前の慣例である国旗への一礼を省略した。
同年7月の第22回参議院議員通常選挙で再選後同年7月の第22回参議院議員通常選挙にて再選後の8月18日に「議員活動の記録」を目的として国会議事堂おける撮影許可を申請した。小幡幹雄参議院事務総長は私的宣伝や営利目的に供さないことを条件として許可が降りたため翌日撮影が行われた。この撮影の内容は、VOGUE NIPPON 2010年11月号で「国会議事堂でのファッション撮影を敢行！ 」というタイトルが付けられ出版された。ファッション雑誌ヴォーグを発行するコンデナスト・パブリケーションズ・ジャパンは、スタイリングした衣装を用意して撮影することを蓮舫側に伝え了承を取っていた。
これを事態を受け西岡武夫参議院議長は、蓮舫に対し、ファッション誌への掲載目的で国会議事堂内で写真撮影行為は適切でないと口頭にて注意を行った。
この注意に対して10月7日、蓮舫は謝罪はしたものの、手続きに不備は無かったと弁明した。
12月2日の議運委理事会にてファッション誌への掲載目的について、与野党各理事の要請により鈴木政二委員長から蓮舫に厳重注意が下された。
また、撮影出版を行ったコンデナスト・パブリケーションズ・ジャパンは一連の騒動に対しコメントを出すことはなかった。
9月17日に発足した菅直人改造内閣では、引き続き内閣府特命担当大臣（行政刷新担当）に留任し、国務大臣としての担当事項として「公務員制度改革を推進するため企画立案及び行政各部の所管する事務の調整担当（公務員制度改革担当大臣）」も加わった。
同年10月20日、民主党の前首相鳩山由紀夫と実弟で無所属衆院議員の鳩山邦夫が都内で会談し、来春の東京都知事選の候補者選びを巡り、「いま人気のある蓮舫行政刷新担当相が出馬すれば勝てるのではないか」、との認識で一致した。蓮舫は2010年の参議院選挙で東京選挙区史上最多の170万票超を獲得しており、出馬情報が駆け巡ったが、蓮舫本人が2010年10月22日の記者会見で、「出馬の可能性はありません」と噂を否定した。2011年1月7日の記者会見において、「もし適当なところから、さまざまな声をしっかり頂いたなら、検討するのは一政治家として当然のことだ」と発言した。ただし、「現段階では考えていないし、オファーもない」とも述べた。

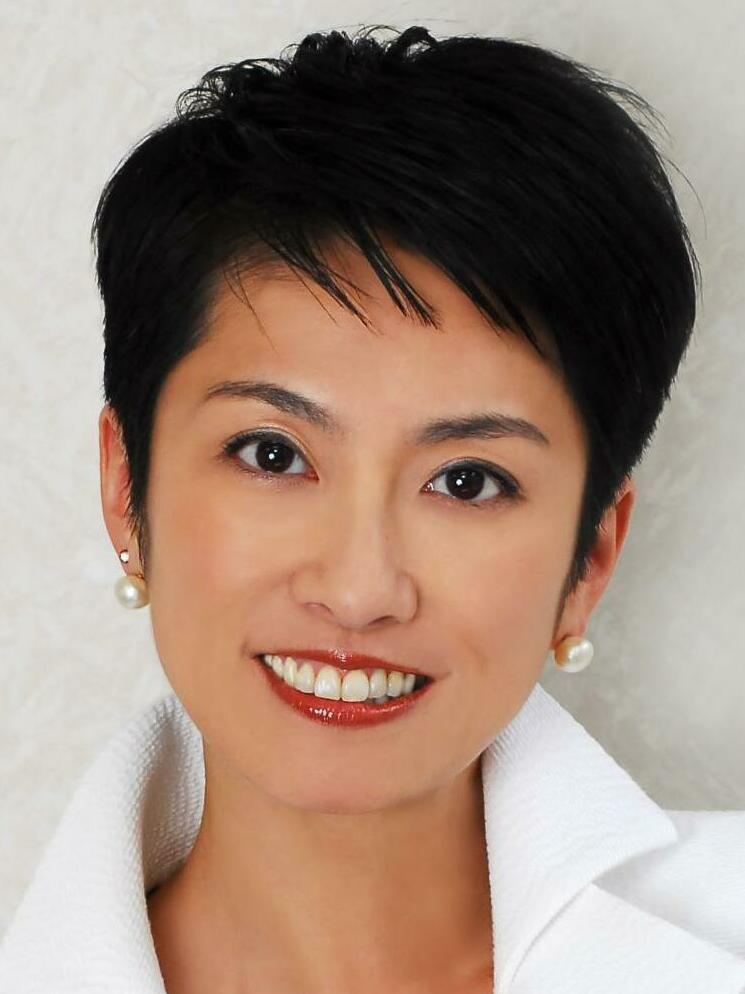
野田内閣で内閣広報室より公表された肖像（2010年頃撮影）

2011年1月発足の菅直人第2次改造内閣では、内閣府特命担当大臣（行政刷新担当）に留任。「公務員制度改革を推進するため企画立案及び行政各部の所管する事務の調整担当（公務員制度改革担当大臣）」 から外れ、新たに内閣府特命担当大臣（消費者及び食品安全担当）、震災発生後の3月13日には節電啓発等担当大臣も兼務することとなった。6月27日に閣僚ポストをすべて退任し、内閣総理大臣補佐官となった。
同年8月26日、内閣総理大臣の菅直人が民主党代表辞任を正式に表明。菅の辞任に伴う代表選挙（8月29日投開票）では野田佳彦の推薦人に名を連ねた。同年9月2日に発足の野田内閣において、内閣府特命担当大臣（行政刷新担当）に返り咲く形で就任。その他にも「新しい公共」、少子化対策、男女共同参画、国務大臣として「公務員制度改革を推進するため企画立案及び行政各部の所管する事務の調整担当（公務員制度改革担当大臣）」などにも就任した。
2012年1月13日の野田第1次改造内閣発足に伴って、内閣府特命担当大臣（行政刷新担当）を退任し、民主党行政改革調査会会長代行に就任。

### 民主党下野後

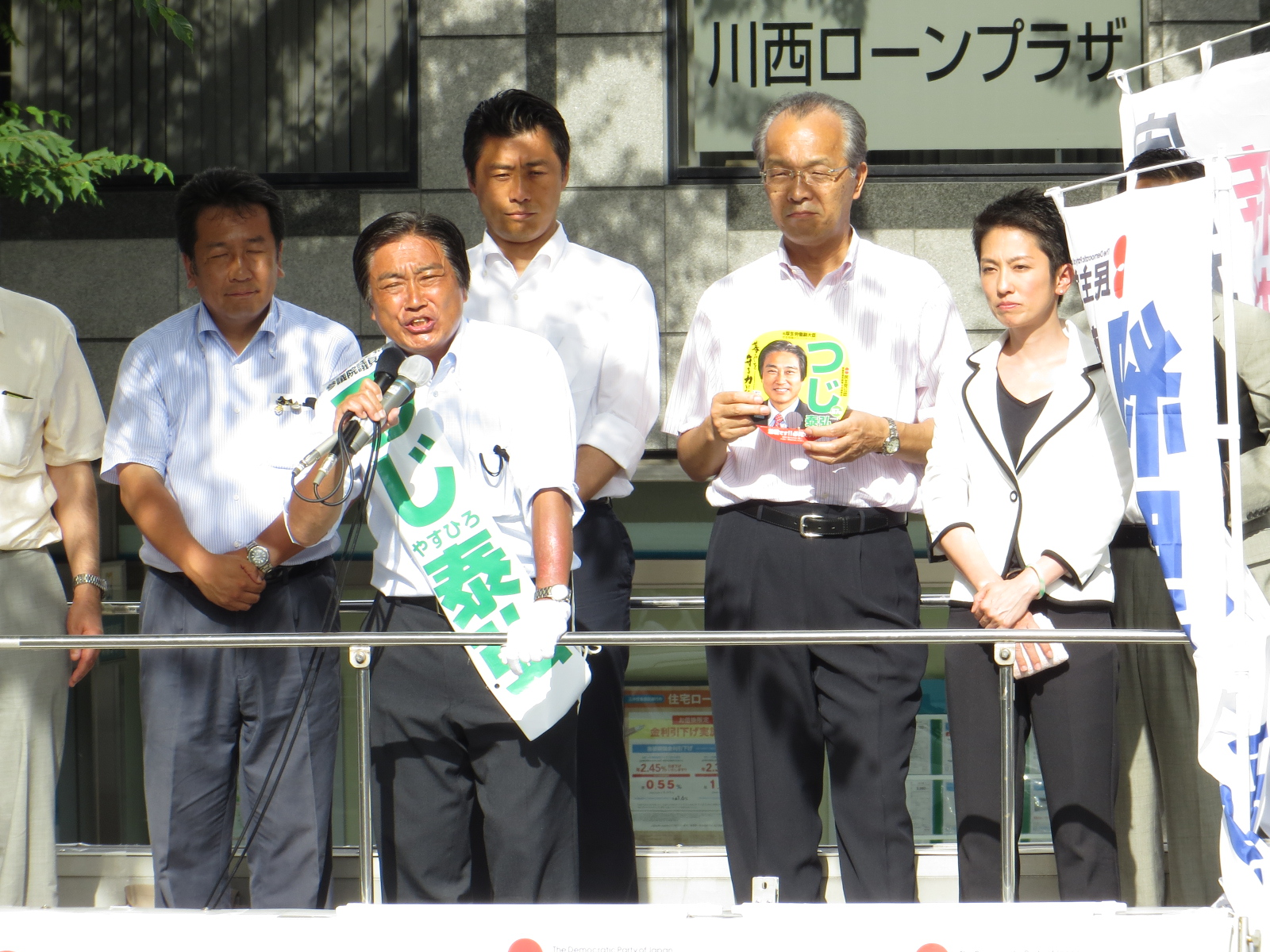
2013年7月15日、細野豪志、枝野幸男と共に辻泰弘の応援演説に参加する蓮舫

2013年5月27日の民主党役員会で、馬淵澄夫、長妻昭とともに幹事長代行に起用されることが決まり、第23回参議院議員通常選挙中の政策発信に当たったが、同選挙で民主党が惨敗したことを受け、7月26日に幹事長代行の辞表を提出し、受理されたことをツイッター上で明らかにした。
2015年1月の民主党代表選挙では岡田克也の推薦人となり、岡田が代表に選出されると代表代行に就任した。同年6月、国立競技場の建設問題を調べる「公共事業再検討本部」本部長に就任。
2016年3月、民主党と維新の党が合流して結成された民進党に参加し、執行部発足後も代表代行に留任した。同年7月の第24回参議院議員通常選挙で3選後、一時立候補が取り沙汰された東京都知事選挙では鳥越俊太郎の応援演説を行った。

### 民進党代表として
2016年9月2日、民進党代表選挙に、前原誠司、玉木雄一郎と共に立候補（推薦人代表は田名部匡代）した。9月15日の選挙では1回目の投票において過半数を獲得、第2代代表に選出された。
代表選において、蓮舫は共産党との選挙協力体制については継続の方針を打ち出す が、「政権選択の衆院選は綱領や政策の異なる政党と政権を目指すことはあり得ない」などの発言を繰り返し、衆議院選挙で共産党が選挙区から候補を取り下げて民進党に協力をするように求めた。9月21日に発足した新執行部は、「新世代の民進党」を掲げていたにもかかわらず幹事長の野田佳彦に近い人物による布陣となったために「お友達執行部」と呼ばれることとなり、産経新聞からは「船出早々、お家芸の「党内分裂」の危機に直面している」と報じられた。

#### 脱原発政策
蓮舫は「2030年までに原発ゼロ」の方針を掲げて世論からの支持を得ようとしたが、原発推進派である支持母体の連合の反発を招き、方針の撤回を行った。
2016年10月16日の新潟県知事選挙で、民主党は支持母体の日本労働組合総連合会が、自民党の推薦する森民夫を支援していることから、自主投票の方針を決定していたが、蓮舫は反原発を掲げる米山隆一の応援演説を行った。選挙は米山の勝利で終わったが、支持母体である連合から強い不信感を受けることになった。さらに、民進党の有力な支持母体である電力総連、基幹労組、電機連合なども蓮舫に方針の再考を求めたことから、労組系の議員と反原発派議員の党内対立を深める結果となった。

#### 国会運営
2017年3月6日、国会で「森友学園への国有地の払い下げ、なぜこんなに関心が高いとお考えでしょうか」などと質問し、安倍晋三首相から「具体的に批判して頂きたい」と返答され、「笑って答えて見苦しい」と発言すると、安倍に「質問があまりに分かっていないから笑ったんです」と返答された。産経新聞は、国会において北朝鮮問題は度々取り上げられているにもかかわらず、北朝鮮が日本海に弾道ミサイル4発を撃ち、うち1発が能登半島沖約200キロの海上に落下するという状況を持ち出し、「国民の生命が脅かされる中、大阪の私立校の土地問題を優先する政党の論理がさっぱりわからない」と揶揄した。
同年7月25日、東京都議会議員選挙敗北の総括のため開かれた両院議員懇談会で、次期衆院選について「私は、（都議選で）負けてしまった東京の小選挙区から出る」と述べ、参議院からの鞍替えを所属議員の前で明言した。
同年7月27日、民進党代表の引責辞任を表明。「党の代表を退（ひ）く決断をした。どうすれば遠心力を求心力に変えられるのか考えた結果、一旦退いて、より強い民進党を新たな執行部に率いてもらうのが最善の策だと判断した」「東京都議会議員選挙は1つのきっかけではあるが直接の原因ではない。ただ選挙結果を通じて、丁寧に仲間の声に耳を傾けて色々な声を受け止めながら、代表になってしっかりと向き合ってきたのか、反省と足らざる部分に気付いたことも大きく、総合的に勘案した。統率する力が不足していた」と述べた。また、次の衆議院選挙での東京の小選挙区からの出馬についても「そのことも含めて、一度立ち止まる。立ち止まって考えたい」と、改めて検討する考えを示した。

### 代表辞任後
2017年9月1日に行われた民進党代表選挙では、特定の推薦人にはならなかったものの、前原誠司に投票した。
同年10月10日、第48回衆議院議員総選挙が公示される。この日の早朝、Twitterに「私、蓮舫は今回の衆議院議員への挑戦をしません」と投稿した。10月22日に行われた衆院選では枝野幸男が立ち上げた立憲民主党が躍進。10月27日、前原は民進党代表を引責辞任すると正式に表明。前原の辞任に伴う代表選挙では代表に復帰させる声も上がったが推薦人不足で断念した。
同年12月、大塚耕平代表の下、民進党執行部が立憲民主党・希望の党に統一会派を呼び掛けたことを批判した。

### 立憲民主党への参加

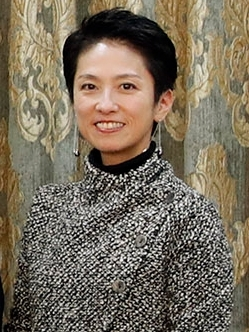
2018年10月、モンゴルにて

統一会派方針が採択された2017年12月26日、民進党に離党届を提出するとともに立憲民主党に入党届を提出した。理由について「民進党は地方組織の再生の在り方を最優先しているが、中身がないと駄目だ。政策を最優先したい。政策を明確にしているのは立憲民主党だ」と説明した。12月28日、立憲民主党は蓮舫の入党を承認した。なお、この時点で民進党は離党届を受理しておらず一時的に「二重党籍」となった。これに対し、民進党の大塚耕平代表は記者会見で、「こちらの処理が終わっていない段階で入党届を受け取るのは思うところがある」と民進党が離党を許可する前に立憲民主党が入党了承したことに不快感を述べている。このような事態となった背景については、政党交付金が1月1日時点の衆参両院の所属議員数などから算定されて党に支給されるため、立憲民主党が入党手続きを急いだとの見方が報じられた。2018年1月10日に民進党が離党届を受理し二重党籍状態は解消された。同月19日同党の参議院国会対策委員長に就任。同年5月8日立憲民主党副代表兼参議院幹事長に就任。
2020年8月24日、旧立憲民主党と旧国民民主党は、2つの無所属グループを加えた形で合流新党を結成することで合意した。同年9月10日に行われた新「立憲民主党」の代表選挙では枝野幸男の推薦人に名を連ねた。新党が結成された9月15日、党代表代行兼国民運動・広報本部長に就任した。
2021年11月30日、代表選挙が行われ、翌12月2日に新執行部が発足した事に伴い代表代行を退任した。
2022年7月10日、第26回参議院議員通常選挙で4選したものの、トップ当選した前回の第24回参議院議員通常選挙から30万票以上得票数を減らし、4位での当選となった。

### 2024年東京都知事選挙へ立候補

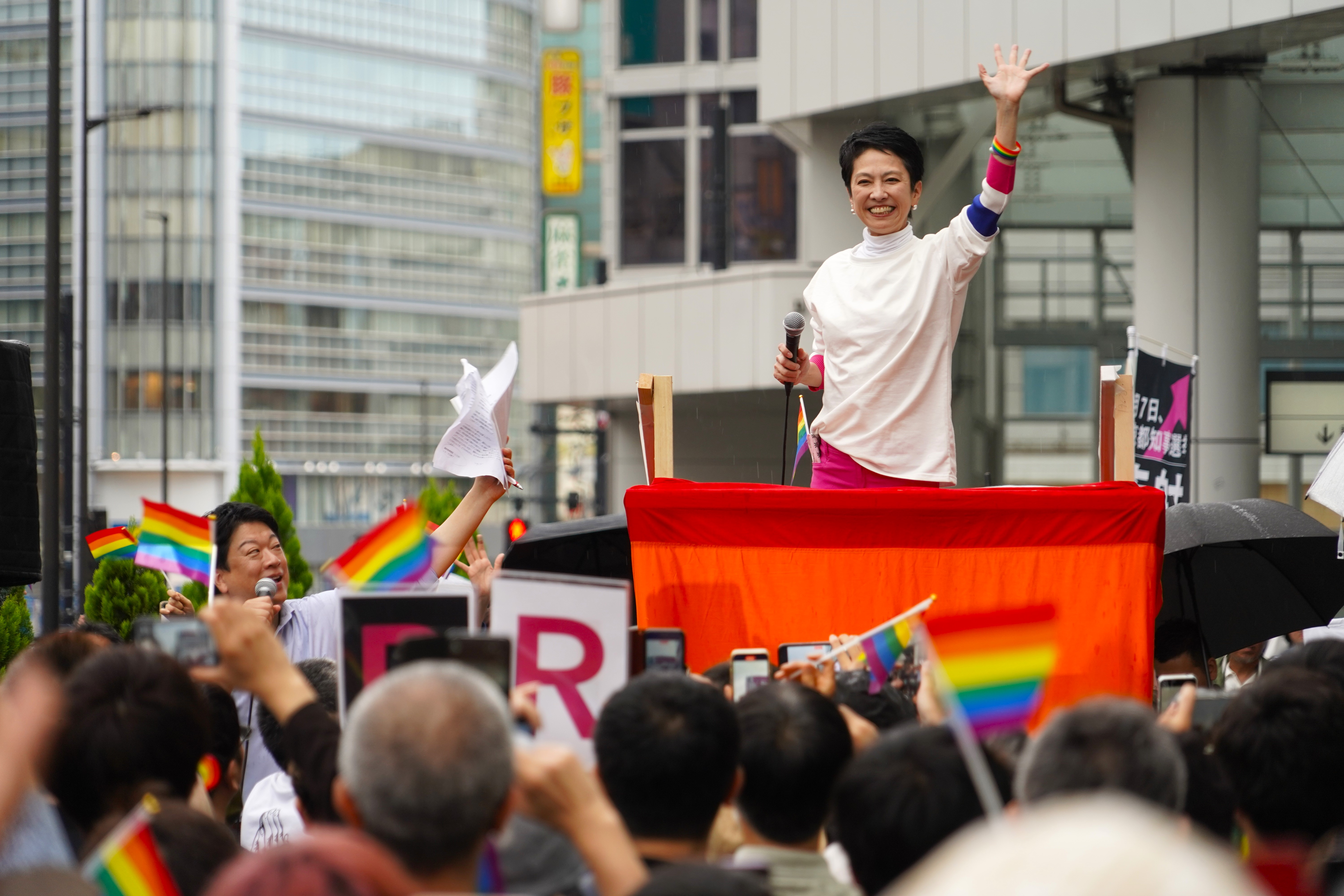
街頭演説をする蓮舫

2024年5月27日、立憲民主党本部での記者会見で同年7月7日に執行される東京都知事選挙へ立候補する意向を表明した。同年6月12日、立憲民主党に離党届を提出。同月18日付で離党届が受理された。同月20日の東京都知事選挙告示日に立候補を届け出るとともに、公職選挙法の規定により参議院議員を退職（自動失職）となった。
都知事選で蓮舫は立憲民主党、日本共産党、社会民主党の支援を受けたが、立憲民主党の支持母体である連合（日本労働組合総連合会）は現職の小池百合子東京都知事の支持を表明するなど組織票を固められなかった上、無党派層からの得票率も2割弱にとどまり、56人中得票率3位で落選となった。都知事選後の7月13日、自身のSNSで「今は、国政選挙はもう考えていない」「渡り鳥みたいになる」と述べ、国政復帰を否定した。

### 第27回参議院議員通常選挙
2025年6月24日、立憲民主党の常任幹事会で第27回参議院議員通常選挙（2025年7月20日執行）の比例代表における公認候補に決定した。同月27日には東急自由が丘駅前で街頭演説を行い、「渡り鳥になってもいいからもう1回国会で蓮舫を使っていただきたい」と訴えた。
投開票の結果、339,311票を獲得して党内トップ当選を果たした。

## 政策・主張

### 憲法
- 憲法改正について、2016年の朝日新聞社のアンケートで「どちらかと言えば賛成」と回答し[87]、同年の毎日新聞社のアンケートで、選択肢以外の回答をした[88]。2022年のNHKのアンケートで「どちらとも言えない」と回答[89]。
- 財政規律条項、環境権、地方分権条項などについては改正論議が必要だと述べている[90]。国会の憲法審査会が発議された場合には「積極的に参加する」と述べたことがある[91]。
- 9条改憲について、2016年の毎日新聞社のアンケートで、選択肢以外の回答をした[88]。2016年9月の民進党代表選挙の際、「9条は絶対に守る」と発言した[90]。9条への自衛隊の明記について、2022年のNHKのアンケートで「反対」と回答[89]。
- 憲法を改正し緊急事態条項を設けることについて、2022年のNHK、東京新聞のアンケートで「反対」と回答[89][92]。

### 外交・安全保障
- 「他国からの攻撃が予想される場合には先制攻撃もためらうべきではない」との問題提起に対し、2016年のアンケートで「反対」と回答[87]。
- 敵基地攻撃能力を持つことについて、2022年のNHKのアンケートで「反対」と回答[89]。
- 「北朝鮮に対しては対話よりも圧力を優先すべきだ」との問題提起に対し、2016年のアンケートで「どちらかと言えば賛成」と回答[87]。
- 安全保障関連法の成立について、2016年の毎日新聞社のアンケートで「廃止すべき」と回答[88]。
- 普天間基地の移設問題について、2016年の毎日新聞社のアンケートで「名護市辺野古に移設すべき」と回答[88]。
- 2010年9月14日、閣議後の記者会見で、尖閣諸島付近で起きた海上保安庁の巡視艇と中国籍の漁船の衝突事故に関連し、尖閣諸島について「領土問題であるから日本は毅然と対応する必要がある」と述べ、「東シナ海に領土問題は存在しない」とする政府の見解とは異なる見解を示した[93] が、同日午後に「尖閣諸島は歴史的にも国際法上もわが国固有のものだ」と発言を修正した[94][95]。
- 2014年4月21日、社民党党首の吉田忠智らと、第2次安倍内閣が目指す憲法解釈変更による集団的自衛権の行使容認を支持しないようアメリカ大統領のバラク・オバマに求める文書を在日米大使館に提出した[96][注 7]。
- ロシアは2022年2月24日、ウクライナへの全面的な軍事侵攻を開始した[98]。日本政府が行ったロシアに対する制裁措置についてどう考えるかとの問いに対し、2022年のNHKのアンケートで「さらに強めるべきだ」と回答[89]。
- 2022年6月7日、政府は経済財政運営の指針「骨太方針」を閣議決定した。NATO加盟国が国防費の目標としている「GDP比2％以上」が例示され、防衛力を5年以内に抜本的に強化する方針が明記された[99]。「防衛費を今後どうしていくべきだと考えるか」との問いに対し、2022年のNHKのアンケートで回答しなかった[89]。
- 徴用工訴訟問題や慰安婦問題などをめぐり日韓の対立が続くなか、関係改善についてどう考えるかとの問いに対し、2022年の毎日新聞社のアンケートで「韓国政府がより譲歩すべきだ」と回答。

### ジェンダー
- 選択的夫婦別姓制度の導入について、2010年の毎日新聞社、2016年の朝日新聞社、2022年のNHK、同年の東京新聞のアンケートで「賛成」と回答[100][87][89][101]。
- 同性婚を可能とする法改正について、2016年のアンケートで「どちらとも言えない」と回答[87]。2022年のNHKのアンケートで「賛成」と回答[89]。
- クオータ制の導入について、2016年の朝日新聞社、2022年のNHKのアンケートで「賛成」と回答[87][89]。

### 東北地方太平洋沖地震に関連する事項
東北地方太平洋沖地震（東日本大震災）後、新たに任命された節電啓発相として2011年（平成23年）3月14日、節電の要請を行うため、石原慎太郎東京都知事を訪問したが、石原から「スーパー堤防、いりますよ。あなたに（「廃止」と）言われたけどね」と蓮舫が建設廃止判定を行ったスーパー堤防 の廃止見直しをせまられた。2010年（平成22年）10月に行われた事業仕分けで、蓮舫は「二百年に一度の大洪水を想定するのは百歩譲って分かるが、全部の完成まで四百年かかるのは現実的か」「いつまでに整備できるか出口が見えない。お金の使い方として疑問だ」と批判し、スーパー堤防建設事業を廃止判定していた。

### 事業仕分けにおけるスパコン開発批判
2009年11月13日、民主党政権下に内閣府が設置した事業仕分けの文科省予算仕分けの際、蓮舫は「仕分け人」として次世代スーパーコンピュータ開発の予算削減を決定した。この時に要求予算の妥当性についての説明を求めた発言である「世界一になる理由は何があるんでしょうか？2位じゃダメなんでしょうか？」が話題になった。
蓮舫から問われた「世界一の性能にこだわる必要性や、2位以下になった場合のリスク」について、研究者側は「夢を与えたい」「全力を挙げて獲得したい」「（1位でなければ）様々な競争分野について不利になる」等と回答した。蓮舫は「1位のところだけを企業は利用したいのか、2位になってもうちょっと安価でわかりやすく応用したものを使うということはできないか」とも質問したが、文科省側は「1位になることで、日本のいろいろなアイデアが世界に先行して発揮できる状況を作りたい」と回答。このやりとりについてジャーナリストの元麻布春男は「自前で作ることの必然性、世界一を目指せるだけの高額な予算を投じることの必要性を説明できなかったという時点で、研究者側の負けだった」と述べている。
2010年6月17日、産経新聞などのインタビューで答えて「（日本が）科学技術の分野で一番を目指す。あるいは他の分野でも一番を目指すのは当然だ」と発言。これを産経新聞は「発言を修正した」と評した。2011年3月8日、参議院予算委員会において片山さつきからスーパーコンピュータの世界ランキング1位を問われ「存じません」と答えた。片山は「蓮舫が廃止したお陰で日本の開発が遅れ、中国が1位に躍り出た」と評した。同6月21日、日本のスパコンが7年ぶりに世界一となったことを受けて蓮舫は「極めて明るいニュース。関係者のご努力に心から敬意を表したい」と賞賛した。一方「2位じゃダメなんでしょうか」発言については、自著「一番じゃなきゃダメですか?」において「一部分を取り上げられることに対しても、自分自身の口から出た言葉ですから、私は否定もしないし、言い訳もしません」としていた が、「メディアが勝手に短い部分を流した」「コメントの前後をみていただければ間違った報道」と反論し、「ナンバーワンになることだけを自己目的化するのではなく、国民の皆様の税金を活用させていただいているので、オンリーワンを目指す努力を期待したい」とも述べた。
その後、蓮舫に似た仕分け人が役人をマイクで殴るという携帯電話のゲームも登場し、同年12月27日放送の『真相報道 バンキシャ!』に生出演した際にこのゲームが紹介され、「私は役人の人を（マイクで）殴ったりしませんから」と苦笑いしながら答えた。
この発言について、ノーベル賞・フィールズ賞を受賞した5人の科学者が記者会見で批判し、中でも野依良治は「全く不見識であり、将来、（蓮舫を含む仕分け人は）歴史という法廷に立つ覚悟はできているのか」と述べ、利根川進も「“世界一である必要はない”と語った人（= 蓮舫）がいるが、1位を目指さなければ2位、3位にもなれない」と続き、鳩山由紀夫首相（当時）に次世代スーパーコンピュータへの予算編成を行うべきだと直談判した。
ノーベル化学賞を受賞した鈴木章・北海道大名誉教授は2010年10月8日に「研究は1番でないといけない。“2位ではどうか”などというのは愚問。このようなことを言う人は、科学や技術を全く知らない人だ」と蓮舫を批判した上で、「日本の科学技術力は非常にレベルが高く、今後も維持していかねばならない」、「日本が生き残るためには付加価値の高いものを作り、世界に使ってもらうしかない」、「科学や技術を阻害するような要因を政治家が作るのは絶対にだめで、日本の首を絞めることになる。1番になろうとしても、なかなかなれないということを、政治家の人たちも理解してほしい」と述べた。
与謝野馨も自由民主党党員時代の2010年1月に出版した『民主党が日本経済を破壊する』にて「中国の文化大革命の際の紅衛兵と二重写しにしか見えなかった」と民主党の事業仕分けを批判していたが、無所属議員として民主党政権参加後に自由民主党の山本一太議員からこの発言について問われた際には「本は面白く書かないと読んでもらえない」と回答している。
東京都知事の石原慎太郎は「文明工学的に白痴的」「技術に関してはあの発言は論外」と批評した。読売新聞社会長・主筆の渡邉恒雄も事業仕分けに言及し、蓮舫を非難した。蓮舫は後日、「1位を目指すのは当然で、あえてそう聞くことにより納得のいく答弁が聞けるかと思ったが、残念ながら聞けなかった」という趣旨の発言をしている一方、「我々は削減するとは決めていない」と明言した。
数学者の藤原正彦は『週刊新潮』に連載したコラムにて「世界中の科学者で世界一を目指さない人はいない」「技術でもみな世界一を目指し努力しやっと上位に残れる」と蓮舫を批判し、「費用対効果は科学研究を考える上でのタブーである」と述べている。
一方で、実務上スーパーコンピュータを日常的に使う計算機科学が専門の東大院教授・金田康正（スーパーπの開発者）は、「一番だから良いわけではない」、千葉工業大惑星探査研究センター所長・松井孝典も「ハードで世界一になればソフトにも波及というが分野で違う」と、「1番ありき」の目的なきハード偏重主義を批判した。松井は民間委員として仕分に参加しており、文部科学省側の説明に対し、「スーパーコンピューターで1位になれなければ科学は絶対に世界一になれない、日本は二流国になってしまう、そんな馬鹿なことはない」「研究の場合に、これがないから日本の研究が全て駄目になるわけはない」等と発言している。また、当時既にアメリカが日本のスパコンの性能を上回る物を開発しており、追加予算を投入しても1位になれるのは最大で半年。コストも性能も上の物が開発されることが明らかになっている状況だった。計算統計力学が専門の菊池誠大阪大学教授は上記発言について、1位になれないことが濃厚であったとしても予算を確保するための助け舟であろうと述べている。
2011年6月21日、日本のスパコン「京」が7年ぶりに世界一となったことを受けて、高木義明文部科学相は、この発言との関係について「科学者が発奮し、むしろバネになった」との見解を示した。
産経新聞は、「世間の反発を招いた主因は、その公開処刑のような手法にあった。」、「仕分けが、早口で敵をねじ伏せ、公開の場で血祭りに上げる「政治ショー」だった面は否めない。」と評している。
なお、この時の「2位じゃダメなんですか」との発言に対する意趣返しのように、2024年の東京都知事選挙で小池・石丸両氏に敗れ3位となった際には「『2位』にもなれない」などの見出しでのマスコミ報道が相次いだ。

### 事業仕分けにおける公務員宿舎の建設凍結
2009年11月13日、仕分け人を務めた財務省関連予算事業仕分けで埼玉県朝霞市の国家公務員宿舎建設凍結を決定したが、2010年12月に野田佳彦財務相（当時）が凍結解除を打ち出し、蓮舫もこれを了承。2011年9月1日に建設が着工された。
同年3月に発生した東日本大震災の被災者向け住宅の整備が遅れる中で、105億円が必要となる建設には税金の無駄使いとの批判があった が、蓮舫は9月27日の会見で宿舎跡地12か所の売却で逆に10?20億円がねん出できるとして、「宿舎を集約した結果、復興財源が生まれている」と説明、9月30日の会見でも「行政刷新担当相の私が了としている」と述べて建設見直しを否定した。蓮舫について政治アナリストの伊藤惇夫は「蓮舫さんは野田グループだったので、フォローしようとしたんでしょう」「行革担当として、公務員の人件費2割カットなど民主党マニフェストを実行する先頭に立つ必要があるのですが、それができていない」と述べている。10月3日、野田首相は5年間の建設凍結を安住淳財務相に指示した。
2011年12月1日、財務省は国家公務員宿舎の削減計画を公表した（朝霞宿舎の建設は中止）。

### 歴史認識
2011年、国会会期中に北京でおこなわれた中国日報社と日本の言論NPOが共催する「第7回北京―東京フォーラム」に参加し、「日本は歴史上において中国を侵略した歴史がある。これは非常に痛ましい事実。しかし一部の日本人はこれを認めていない。日本の内閣メンバーはたまに中国の人たちを傷つける発言をしている。学校にしても家庭にしても、日本の若者への歴史に関する教育が足りないと思う。日中戦争のころの歴史に関して、多くの学校は自習という形をとっている」と主張していたことが伝えられている。
2013年、日本維新の会共同代表である橋下徹がの従軍慰安婦問題を巡る発言に対し、抗議する超党派女性国会議員記者会見に菊田真紀子、福島瑞穂、糸数慶子、亀井亜紀子、田村智子、谷岡郁子、林久美子、郡和子、森ゆうこ、辻元清美と共に参加した。
2017年4月1日に安倍内閣が「教育勅語を教材に使用するのを否定しない答弁書」を閣議決定したことについて、「正直驚愕した」と述べている。

### その他
- 永住外国人への地方参政権付与について、2016年のアンケートで「どちらとも言えない」と回答[87]。
- 首相の靖国神社参拝について、2016年のアンケートで「反対」と回答[87]。
- 「治安を守るためにプライバシーや個人の権利が制約されるのは当然だ」との問題提起に対し、2016年のアンケートで「どちらかと言えば反対」と回答[87]。
- 「原子力発電所は日本に必要だと思うか」との問いに対し、2016年の毎日新聞社のアンケートで「当面は必要だが、将来的には廃止すべきだ」と回答[88]。
- 2016年の米国大統領選挙について「ドナルド・トランプとヒラリー・クリントンのどちらを支持するか」との問いに対し、2016年の毎日新聞社のアンケートで「どちらとも言えない」と回答[88]。
- 「新型コロナウイルスの感染症法上の扱いを結核など2類と同等の現行の対応を維持するべきか、インフルエンザなど5類と同等に緩和するべきか」との問いに対し、2022年の東京新聞のアンケートで「今のままでよい」と回答[134]。
- 2004年の参院選後に行われた公開アンケートにおいて、健康増進法を努力規定ではなく義務規定として、受動喫煙防止を徹底することに反対している[135]。
- 2016年の参院選に先駆けて行われた受動喫煙防止法についての公開アンケートにおいて、レストランやバーを含む一般市民が出入りする場所について、禁煙とすべきか分煙とすべきかは未回答としており、「ご指摘をふまえ今後検討していきます」と回答している[136]。

## 発言
野田佳彦への支持表明
2011年8月29日に行われた民主党代表選挙で選出された野田佳彦新代表について「私が参議院議員に当選してからこの7年間、本当にこの人をいつか総理大臣として、国家のために働いてもらいたいと思っていた大先輩が、野田佳彦さんです。その意味では非常に感無量です」と述べた。
櫻井よしこへの共感
櫻井よしこが民主党の勉強会で外国人参政権に反対する意見を述べた際には、共感の意を示している。
うちわに似た形状をした法定ビラ配布
法務大臣の松島みどりが「うちわ」を配布した事を追及していたが、産経新聞の報道によると、蓮舫も「うちわ」を配布している（実際に蓮舫が配布していたものは、見た目はうちわに似ているが骨組みも柄もなく、うちわのような形をした法定ビラであった）。蓮舫は10月7日の記者会見で「個人ビラとして届け出をし、使用することについては選挙管理委員会の承認を得ている。公職選挙法の寄付にはあたらない」と説明している。
政界復帰は「うそつきになる」
2015年12月18日、任期満了を迎えた橋下徹大阪市長の今後について、政界引退を表明している橋下氏の復帰の可能性について、記者団に問われると、「（復帰すれば）うそつきになるでしょ。ないんじゃないか」と語っている。
安倍晋三の外交姿勢について
2016年5月25日、自民党の安倍晋三内閣総理大臣がバラク・オバマ米国大統領の広島歴訪を実現させたことについて、ツイッター上で「オバマ大統領の広島訪問、そしてスピーチ、被爆者の方と話される姿。この歴史的な声明を実現された安倍内閣の外交は高く高く評価します」と絶賛した。
2017年2月には安倍晋三の外交姿勢について「（トランプに）厳しいまなざしが向けられている中、にこやかにゴルフに興じている日本の首相の姿は誇れるものではない」「日本だけが世界各国と歩調を乱して何とか経済で恩恵を受けようとしている姿に映ってはいけない」と批判している。これに対して、産経新聞は、アイゼンハワー大統領が岸信介首相とゴルフプレー後に「大統領になると嫌なやつともテーブルを囲まねばならないが、ゴルフは好きなやつとしかできない」と笑顔で述べ、日米が「占領国」対「被占領国」の関係から「真の同盟関係となる転機」となった事例をあげ、また、トランプ大統領が「安倍首相とゴルフできるのは素晴らしいことだ。ゴルフの方が昼食よりも親しくなれるじゃないか」「ゴルフがうまいかどうかは問題じゃない。安倍首相が私のパートナーであることを確認するんだ」と述べたことを紹介し、蓮舫について「ゴルフも外交の要諦であり、何事も軽軽に見るのは止めた方がいい。」と批判している。
橋下徹の安倍首相との会食批判
2016年12月24日に安倍晋三と会談した橋下徹について「テレビで、普通の民間放送に出ている方が、特定の政党の、まるでトップかのように行動するというのは私にとっては大きな違和感がある」と述べたところ、橋下から「蓮舫さん、そりゃないよ。僕が安倍首相と会食をしたことについて、違和感があると批判をしたみたいだけど、テレビに出ている人間は政治家と会食をしてはダメなの? 蓮舫さんが代表に就任した後、僕は蓮舫さんともご飯食べましたよね? それはOKで首相はダメな基準を教えてよ」とツイッターで反論される。これについて、産経新聞は、蓮舫について「やることなすこと、発言も行動もすべて矛盾が生じてしまう」と批判し、「ダブルスタンダードを改め、都合の悪い事実から逃げなければいい」と報じている。
糸魚川大規模火災訪問に関する皮肉
糸魚川市大規模火災被災地への訪問について、2016年12月28日に党本部で行った会見の場で「明日は糸魚川に視察に行くことになりましたが、素晴らしい仕事ぶりを発揮して、移動だけで1都5府県です。こんな日程をありがとう」「今日が仕事納めのはずなのに、今日も明日も地方出張です」と発言し、民進党議員からも批判を受けた。
事実誤認に基づく小池百合子東京都知事への批判
2024年7月9日にイスラエルのギラッド・コーヘン駐日大使が行った小池百合子東京都知事とのツーショット写真とともに都知事当選を祝福する投稿を引用。まずは「敗者ですが言わせてください」（蓮舫は都知事選で3位で落選）と前置きし「当選直後にこの外交は私の考えではあり得ません」と指摘すると「都民の1人としても、とても残念です」と胸中を記した。イスラエルがイスラム組織ハマースと対立しガザ地区への攻撃を行っていることなどを念頭に置いたとみられる。しかし、この写真は2022年4月26日に行われたコーヘン大使と小池知事との会談時の写真だった。この事実を指摘した投稿に対して、蓮舫は「それならばこそ、きちんと抗議撤回を要請して欲しいです」と再投稿した。さらに、この数時間後、東京都の公式Xアカウントが《駐日イスラエル大使は、2022年4月に着任挨拶のため東京都庁に来られました。ご参考までに》と投稿。イスラエル大使とのツーショット写真批判が、蓮舫の事実確認不足によるものと明確に判明した。その後、蓮舫は一連のポストを削除した。

## 政治資金
- 2011年10月4日、日本共産党の機関紙しんぶん赤旗は蓮舫の政党助成金について、2010年末時点で野田内閣において最多の2534万4414円（そのうち、約550万円は、2010年単年での積み増しである）のため込みがあると報じた。なお余った政党助成金は国庫に返納するのが原則だが、基金として積み立てることが認められている[147]。なお2011年12月5日の衆議院予算委員会で共産党の佐々木憲昭の質問に対し「まず、先ほど来委員が御指摘されている企業・団体献金は、私は一切受け取っておりません。その上で、私が代表を務める民主党東京都参議院選挙区第三総支部が、二〇一〇年、党本部から交付を受けた政党交付金は三千万円でございまして、そのうち支出総額は二千四百五十万円。これは、昨年は選挙の年でございましたので、主な使途は、備品や組織活動費や事務所費等でございます。この中身は、使途等報告書及び収支報告書で報告をしてございます。また、御指摘の二〇一〇年十二月末時点の総支部の政党基金は二千五百三十四万円でございますが、ため込んでいるという指摘ではなくて、これは財源が税金由来でございます。私が国会議員をやめるときに、この基金は取り崩して、そして総務大臣の返還命令にこたえて国庫に納付するべきためにも、大切に使って、なるべくここは無駄遣いと言われないように等しているところでございます。」と答弁している。民進党を離党し政党支部を解散後、2018年10月国民民主党に政党交付金積立額の29,869,806円を返金。その後、国民民主党経由で12月に国庫返納された。
- 週刊ポストに、「政党交付金使途報告書」記載の「事務所経費」（賃借料）支払先の記載がない、と報じられた[148] が、週刊ポストの取材に対して、「使途等報告書に記載した通り、法律に則り適正に処理しています」と回答した。産経新聞の取材に対し、蓮舫の事務所は、「賃借料は、議員会館にいる秘書が日常業務に使う車の駐車場代（月4万円程度）とコピー機のリース代（月1万数千円）だけ」と説明した[149]。2011年1月4日、公表された参院議員の資産等報告書で、不動産を所有していないと公表。読売新聞社の取材に対して事務所を通じ、上記の自宅が「土地、建物ともに母親が社長を務める貿易関連会社が所有権を登記している」と回答していた。なお直近5年分の政治資金収支報告書には、このファミリー企業からではなく、蓮舫本人から無償で提供されたと記載されていた[150]。内閣府の記録『蓮舫内閣府特命担当大臣記者会見要旨 平成23年3月2日』によると、過去に脱税で有罪判決を受けた企業の関連会社から、献金を受け取っていたとメディアで報じられた件に関し、蓮舫は記者会見の質疑応答の中で、面識のある同社から120万円の献金を受け取った事実を認め、道義的観点との理由から返還の意向を示した[151]。

## 不祥事・批判

### 公設秘書の強制わいせつ問題
2010年6月2日、公設秘書が東京都内で強制わいせつをはたらいたとして、警視庁の事情聴取を受けた。警視庁によると、秘書は痴漢をしたことを認めたが、被害者女性が被害届を出さずに帰ったため、刑事事件とはならなかった。しかし関係者の間で話し合いの結果、この秘書は6月4日付けで依願退職した。これに対して蓮舫は記者会見で、「女性として、娘を育てる母として、あってはならないことだ」と事実関係を認め謝罪した。しかし、蓮舫大臣は3日の電話取材に対し、「トラブルはあったが、痴漢とは聞いていない。相手の女性の言い分との間に食い違いがある。刑事事件になっていないので、公表するつもりはない」と主張していた。

### 国会内のファッション雑誌撮影
ファッション雑誌『VOGUE NIPPON』2010年11月号P.156-161に特集として、国会議事堂の中央階段等で、アルマーニ等、高級ブランド服を着たポーズをとっている蓮舫の写真を掲載した。議事堂内での撮影について、私的な宣伝や営利目的に当たる行為は許可されていない。
10月7日、この撮影に対して、西岡武夫参院議長が口頭で蓮舫を注意した。これらの批判に対して、蓮舫は「撮影場所が不適切であるとか、懸念を抱かせてしまったとしたら、率直におわび申し上げる」と陳謝した。その上で、「国会議員はさまざまな手段で情報を発信しているが、その一つの手段として雑誌の取材に応えることは大切だ」と述べるとともに、参院議長から注意されたことには「個人的な立場で心配をされている、という先輩議員としてのアドバイスをいただいた」と説明した。
この件について民主党の羽田雄一郎参院国対委員長は記者会見で「政治活動の一環だと思っているかもしれないが、一般的にどうか。自分と他人のとらえ方は違う」と述べた。
2010年10月14日、参議院予算委員会にて、小幡幹雄参議院事務総長は、自民党の西田昌司参院議員の撮影許可の経緯についての質問に対して、申請書の撮影目的欄には「議員活動の記録のため」と記載されていたが、宣伝色の強いものであるため注意喚起をした、と答弁した。
蓮舫は「参院側から『議員活動の記録のため』と書くように示唆があった。撮影場所の確認時も、参院担当者は『この場所なら大丈夫だ』と言った」と述べたが、のちに蓮舫はこの答弁について「私の誤解に基づいた答弁で、撤回し謝罪したい」と答弁、撤回している。
また、上記『VOGUE NIPPON』の特集の中で蓮舫は「ギャルからOLのお姉さんまで全員立ち止まる政治家というのは、私しかいない」、「総理という選択肢も、私の中では否定していません」と語っている。

### 事業仕分けで補助金が削減されたなでしこジャパンの言及Twitterへの批判
2011年7月18日、なでしこジャパンの女子W杯優勝をうけて「なでしこJapan、優勝!!すごいです。」とツイッターに書き込んだところ、行政刷新相時代にスポーツ振興費などを仕分けた実績から、「スポーツ振興金をゴッソリ仕分けられたなでしこジャパン。給料は0円〜10万円の極貧生活」などと批判が集中、炎上した。これに対して蓮舫は「振興予算を天下り団体が『中抜き』するよりも、チームにしっかり払う方が手厚い振興になるというのが仕分けの議論だった」「（仕分けは）天下り先の人件費に回っているのではないかという視点で議論した」「当時の議事録をぜひ参照してほしい」と反論。また文科省の競技スポーツ課は、「削られたのは、ジュニアやコーチの育成といった、選手強化には直接的に関係のないJOC独自事業の部分です。選手らの合宿費、遠征費やコーチ強化費といった事業については、減らされずに守られています。JOC独自事業も、別のスポーツ振興基金などを通じて、ほぼ同じぐらいの額が出て、継続されています」と否定。また今回のW杯の費用についても額は減っていないとしている。ただし、日本体育協会の補助金は減っているため女子サッカーの普及に多少の影響はあるかもしれないとしている。

### 覚醒剤所持容疑で逮捕歴のある男との交際報道
2012年1月13日の野田第1次改造内閣発足により大臣を退任したことについて、「中国網日本語版（チャイナネット）」は「不倫疑惑で辞任」とし、「2011年11月、蓮舫氏は週刊誌に不動産会社社長との不倫疑惑を報道された。しかもその不倫相手は不法薬物使用で逮捕されている。このことを野党議員から国会内で追及され、蓮舫氏はこの社長との交際があったことを認めたが、不倫ではなかったと述べている」と報じている。

### 「保守」政治家との主張
2016年9月2日の産経新聞で、「私はバリバリの保守ですよ。みんな間違っているけど。野田佳彦前首相並みの保守ですよ」という発言が報じられている。同紙の政治部次長は、憲法や安全保障等の重要な国家課題において保守らしさを発揮できておらず、思い込みに過ぎないと批評している。

### 国会開会中のスマホ使用
2016年12月15日発売の週刊新潮に「手元を書類ケースで隠しながら、スマホをいじっている」写真が掲載されたことについて、携帯電話の使用は、衆議院では「閣僚が危機管理に対応する際のみ」、参議院は「あくまで緊急事態に限る」とされ、問題視されている。
2017年1月には国会開会中にTwitterを更新してインターネットで多数の批判がされる事態となり、「過剰反応するツイートに愕然」と再ツイートした。これについて、産経新聞は、「逆ギレともとれる」「蓮舫氏は以前にも週刊誌にスマホを国会審議中にいじる姿を撮影されている上、民進党は今国会の審議中、安倍晋三首相が質疑中にトイレに立ったことを批判していた。こうした経緯から「他人に厳しく自分に甘い」と姿勢を批判する指摘が相次いでいる」と述べ、インターネットでは「己に甘く他人に厳しい」などの批判があると報じている。

### 高須克弥による提訴
2017年5月17・18日の厚生労働委員会において、民進党議員の大西健介が、エステ業界で「大量の陳腐な」テレビ広告を流している悪徳ビジネスがあるなどとした上で、「皆さんよくご存じのイエス○○クリニックみたいに」と発言した。これについて、高須クリニック院長の高須克弥は名誉を毀損されたとして、大西と党首の蓮舫を相手取り、1000万円の損害賠償をするつもりであると表明。高須は5月18日のブログで「高須クリニックはエステで集客しない。誇大広告のチラシもまかない。きちんと落とし前をつけてもらう」と発信し、産経新聞の取材に対して「謝罪を求めたかったが、裁判では金額しかないというので、1千万円を求める。大西氏は党を代表して質問した。党首もOKしているはずだ。民進党が攻撃だけで好き勝手言っていて、自民党が応戦一方で反撃しないから、国会での発言が言いたい放題なことに前から怒っていた。庶民でも怒れる、対応ができるのだと伝えたい」と述べている。大西は、「（提訴）内容を聞いていないので詳しく言えない。質問では高須の名前を出しておらず、（提訴は）誤解に基づいている。法律上、名前と連絡先しか連呼できないCMがあるのは現実だ」とコメントしている。

### 首相演説前の原稿をツイッターに投稿
2021年1月18日に召集された第204回国会において、菅義偉首相の施政方針演説の原稿の一部の画像を、首相の演説前にツイッターに投稿し、「今日午後、衆参両院で菅総理が原稿を読み上げられますが、どれだけの思いを込めた話し方をされるのか」などと書き込んだ。事実上演説前に原稿が公になったことから、自民党などから問題視する声が上がり、蓮舫は「取り扱いに関する縛りはない」と反論のツイートをしたが、参院議院運営委員会理事会で会派としての謝罪と投稿の削除を求められた。最終的に立憲民主党の吉川沙織野党筆頭理事が「こうしたことが発生したことは、誠に申し訳ない」と陳謝し、蓮舫は一連の投稿を削除した。

### 参院選での公職選挙法違反疑惑
第27回参議院議員通常選挙の投開票日当日、蓮舫のXのアカウント名は選挙中に使っていた「【れんほう】2枚目の投票用紙！」のままだった。SNS上で公職選挙法違反疑惑が指摘されると、「れんほう蓮舫」に修正した。選挙後、蓮舫は「不注意」との認識を示した。公職選挙法では投開票日当日の選挙運動を禁止している。蓮舫のアカウント名は、自身への投票を促す事実上の選挙運動に当たるとの指摘がある。

## 二重国籍問題

### 法務省が否定済みのいわゆる「二重国籍」問題
以下の項目は、国の機関である、総務省の情報公開・個人情報保護審査会から、2019年11月12日に、これに関連する答申が出ている。（答申番号令和元年度（行情）295）  本答申p13からの部分で示された、法務当局側の見解によると、
1. 国籍法14条の「外国の国籍」とは日本国が国家として承認している国の国籍を指す。
2. 外国籍の有無は、当該外国政府の発行する証明書によって判断する。
3. 台湾当局発行の証明書を国籍証明書として届書に添付された場合には，受理することができない。

つまり、日本国民が「台湾当局」に籍を有していることで直ちに重国籍扱いになるわけではなく、中華人民共和国政府発行の国籍証明書を取得していた場合に、はじめて重国籍者として扱われるということになる。結論として、日本当局の公権解釈として、蓮舫氏に関する「二重国籍」問題は存在しない。

### 政界入りまで
蓮舫は元来19歳の時に日本に帰化したと主張していたが、「赤いパスポートになるのがイヤだった」「自分の中のアイデンティティーは『日本』とは違うと感じる」と中国への思慕が強く、1993年にニュース番組『ステーションEYE』のメインキャスターに起用されると「在日の中国国籍のものとしてアジアの視点にこだわりたい」と話した。
1995年にはインタビューで、日本に帰化したことに後悔はないのかという質問に対し、「今、日本人でいるのは、それが都合がいいからです。日本のパスポートは、あくまで外国に行きやすいからというだけのもの。私には、それ以上の意味はありません。いつのことになるかわかりませんが、いずれ台湾籍に戻そうと思っています」と語っていた。同年、北京大学留学のためにキャスターを卒業。中国留学中に双子を妊娠する。
1997年の雑誌インタビューでは「私は中国人の父と日本人の母の間に生まれたんですが、父親が日本人として子どもを育てたので日本のことしか知らないし、日本語しか話せない。それが自分の中でコンプレックスになっていました。だから自分の国籍は台湾なんですが、父のいた大陸というものを一度この目で見てみたい、言葉を覚えたいと考えていました。」と話していた。

### 政界入り後
2004年7月に参議院選挙へ立候補した際、蓮舫は選挙公報に「1985年、台湾籍から帰化」と公示して当選を果たす。
しかし、2016年に民進党代表選挙に立候補するに際し、8月30日、八幡和郎が違法な二重国籍が現在まで続いている可能性があることを主張した。これを受けて蓮舫は9月3日放送の読売テレビの番組で「台湾籍を抜いている」、「18歳で日本人を選んだ」と発言、更に9月6日の記者会見では追加して「31年前、17歳で未成年だったので、父と東京で台湾籍の放棄手続きをした。ただ、私は（父と担当官とがやりとりに使った）台湾語が分からなかった。私は台湾籍放棄の手続きをしたと『父を信じて』今に至る」と述べた。
そして、念のための手続きとして台湾籍を放棄する書類を台北駐日経済文化代表処に改めて提出した。9日に配信されたインタビューでは、1985年父系血統主義から父母両系血統主義への改正国籍法施行（1月1日）を受け、同年1月21日、「中国籍（台湾籍）」を離脱し日本国籍を取得し、父から証明書を見せられた、と述べている。
13日、蓮舫は記者会見を開き、自らの台湾籍が残っていたことを発表、謝罪した。民進党代表選の党員・サポータ投票がすでに終了した後だったため、対立陣営の松原仁が「選挙を延期するべきだ」と主張するなど、党内からも強く批判され、物議をかもした。
日本の国籍法では、20歳未満で日本国籍と外国籍の両方を有している場合、22歳までにどちらか選ばなければならず、日本国籍を選択した場合は外国籍の離脱の努力義務が生じるが、同時に、中華人民共和国の国籍法では「外国籍を取得した者は中国籍を自動的に失う」と定めており、日本政府の見解では日本は台湾と国交がないため、台湾籍の人には中国の法律が適用される見解に基づけば、二重国籍の問題は生じないという見方が出ていた。
しかし、後に日本の法務省は「台湾の出身者に中国の法律を適用していない」とする見解を発表し、前述の見解を否定した。2006年6月14日の衆議院法務委員会で、杉浦正健法務大臣（当時）は「国際司法上、台湾籍の保有者には台湾の法律が適用されること」と答弁している。
公職選挙法では、被選挙権に日本国籍と外国籍の両方を有している者を除外する規定はなく、二重国籍は公職選挙法違反には当たらない。
2016年9月23日の記者会見で、午前中に台湾当局から台湾籍の離脱が完了した報告があったとして、子供の頃の台湾のパスポートの提出を終えているなど手続きの詳細を公表し、発言に一貫性がなかったことにより迷惑をかけたこと等について謝罪した。ただし、同23日に台湾当局から受け取った台湾籍の離脱証明書を東京都内の区役所に提出したが、日本政府としては一般的に「台湾当局が発行した外国国籍喪失届（国籍喪失許可証）は受理していない」ために不受理となる（後述）。
2016年10月3日の衆議院予算委員会で「国籍の選択宣言」をした日を証明するため戸籍謄本の内容の説明を求められたことに関して、10月6日の記者会見で「極めて私の個人的な戸籍の件に関しては、みなさまの前で話をしようとは思っていない」と述べ、説明しない考えを示した。
2016年10月14日に、台湾当局発行の証明書が不受理であったために、行政指導に従い、国籍法14条で義務づけられた「日本国籍の選択の宣言」を行ったことを明らかにした。
2016年10月28日に、市民団体「愛国女性のつどい花時計」の代表などが、国籍選択の義務を怠り先の選挙で虚偽の事実を公表したと主張し、国籍法違反と公職選挙法違反を理由とし東京地検に告発状を提出した。
2017年7月18日の記者会見で、タレント活動中に、「二重国籍だ」「中国籍だ」などと雑誌のインタビューに答えたことについては、「混同して発言した。浅はかな発言だった」と釈明をしている。

### 国籍法・公職選挙法との適法性
日本報道検証機構代表で弁護士の楊井人文は、蓮舫が国籍法14条の重国籍者の国籍選択義務に違反した状態であったとの評価は免れないとしても、これに違反しても罰則はなく、2004年の出馬時に選挙公報に台湾籍から帰化したと公示したことは、当選を得る目的で候補者の身分、職業、経歴などに関して虚偽の事項を公にした行為として公職選挙法の虚偽事項公表罪235条1項（2年以下の禁固または30万円以下の罰金）に違反するが、この罪に対しては3年の時効が成立していることを指摘した。
日本弁護士連合会は、「日本政府の立場としては，日台複数籍者は「外国の国籍を有する日本国民」には該当しないはずである」「日台複数籍者は国籍法14条に基づく選択義務を負わないと解すべきである」として、
- 台湾籍を選択する方法が認められておらず、日本国籍の選択宣言を行うことしか認められていない日台複数籍者に対して、国籍法14条が規定する国籍選択を求めてはならない。
- 日台複数籍者に対して、日本国籍の選択宣言を行わなかったとしても、国籍法上の義務違反に当たらないことを周知徹底するべきである。

と内閣総理大臣及び法務大臣に対し勧告した。
中央大学法科大学院教授の奥田安弘（国際私法）は、公職選挙法に定める立候補要件は「日本国籍を有すること」のみであり、外国籍を持つ者を排除する規定はなく、詐称との主張については、過去の最高裁判決の基準である「過去に経験したことで、選挙人の公正な判断に影響を及ぼすおそれのあるもの」に適合しないとした。

### 法務省の対応
この問題は、法務省が「中国国籍」の有無を、台湾の国籍法と中華人民共和国の国籍法のどちらで判断するかという問題であり、中国籍である場合、日本国籍を選択した時点で、国籍法上、中国籍を自動喪失している、と指摘した上で、奥田は法務省の対応について、蓮舫が2016年9月13日に取得し、23日に提出した「外国国籍喪失届」を不受理（＝中国の国籍法を適用し、二重国籍ではないと判断）したにもかかわらず、「日本国籍の国籍選択届」の提出を求め行政指導した（＝台湾の国籍法を適用し二重国籍と認めた）ことは矛盾すると指摘した。
その上で、この判断についての挙証責任は蓮舫個人ではなく法務省にあるとした。ジャーナリストの野嶋剛によれば法務省は、台湾及び政府を国と認めていないことを理由に喪失届を不受理とした一方、「喪失国籍許可証書」の取得で「努力義務」は果たしたと見なすという回答をしたといい、奥田と同様、経緯について法務省に説明責任があるとした。
法務省民事局は、2020年3月10日付け日本弁護士連合会からの照会における「日本人と台湾人との間に生まれた子どもの国籍を複数国籍として扱うか」の問いに対して，
- 「ある者が外国の国籍を保有しているかどうかは，当該外国政府が把握していることであり，他国の政府が独自に判断することはできない。この点からすると，日本以外のいかなる国の国籍を保有しているかは，当該外国政府の発行する証明書によって判断することとなる。ここでいう外国とは，国際法上，ある地域が国として承認されていること又はその地域がある国に属していることを承認されていることを要し，かつ，日本が独立国として承認する国家であることを要する」
- 「1972年の日中共同声明により，我が国は，台湾を中華人民共和国の領土の不可分の一部であるとする中華人民共和国政府の立場を尊重する立場にある」

と回答している。また、選択手続きの一つである国籍法１３条１項で定める日本国籍の離脱の届出については，
- 「外国国籍を有することについて，当該外国政府の権限のある者が発行した証明書の提出を求めているところ，台湾当局発行の証明書はこれに当たらない」「当該取扱いは，子の出生地によって異なるものではない」

と回答している。

### 産経新聞による批判
産経新聞は2016/9/10、1997年に発売された雑誌「CREA」のインタビュー記事で蓮舫氏が「自分の国籍は台湾」と発言していたことについて、「蓮舫氏はフジテレビなどの取材に「多分、編集の過程で『だった』という部分が省かれてしまった」と釈明したそうだ。記事のチェックは当然していただろうに」と批判した。
産経新聞は、過去に雑誌で「台湾籍を持っている」と言及したにもかかわらず、民進党代表選の直前に二重国籍問題が取り上げられると「台湾籍は抜いた」「疑惑はない」と話し、結局台湾籍が残っていたことについて追及、戸籍抄本を公開拒否する一方、プライベートな生活についてテレビで堂々と公開していることを批判した。また、「二重国籍」問題への対応の稚拙さから、2016年で最も注目された政治家の一人であると評し、政治家としての致命傷となったのは間違いないと非難した。

### 本人の釈明
蓮舫氏は2016年9月14日、BSフジの「プライムニュース」に生出演し、過去にメディアで自身のことを「中国籍」「台湾籍」と発言したことについて釈明した。
「私は日本人だとずっと認識していました。他方で父が台湾、母が日本というダブルのルーツがあるというアイデンティティはとても大切にしてきました」と述べた。そして、過去に新聞や雑誌で「国籍は台湾」「在日の中国国籍の者として」と発言していたことについては、「雑誌、新聞の編集権は私にはありません。私としては、台湾の籍を持っていたのは過去のことである、という前提で話をさせていただきました」と釈明した。
さらに新聞や雑誌は間違ってたのか、と問われると「私としては、かつて自分の国籍は台湾だった、日本にいる中国の国籍を持っていた者として、というふうに話をしたと思っています。『だった』という言い方です。私は17歳で日本人になっていますから」と強調した。
一方で、説明が二転三転したことについては、「31年前の不正確な記憶に頼ったのが本当に申し訳ない。日本国籍を取得した。このことで日本人になった。一方で台湾の籍は父が（抜く）手続きをしてくれたと認識していた。結果として（台湾）籍が残っていたという報告が来ました。本当に申し訳ないと思ってます」と陳謝した。

### 国会議員による論説
2016年9月21日の記者会見で、閣外与党・日本のこころを大切にする党の中野正志幹事長は、民進党代表辞任と国会議員辞職をすべきと批判した。一方、民共共闘により共闘関係にある共産党の小池晃書記局長は2016年9月12日の記者会見で、「（台湾人の）父親が外国籍との理由で排除するのは差別的」とし、「日本国籍を持ち、3回の参院選で国民の信任を得て公人として仕事をしている。どこに問題があるのか」と述べた。
自身もアメリカ合衆国との二重国籍問題を抱えていた自民党の小野田紀美参議院議員 は蓮舫が情報公開を拒んでいると批判し、また蓮舫の戸籍の公開を求める人々を「差別主義者」と呼んだことを「海外の血が入った人とそうでない人の対立をつくってしまった」とも批判した。
松原仁は、長島昭久など複数の所属議員の離党は「党が嫌いで離党した」わけではないとし、相次ぐ離党や党の支持率低迷は、蓮舫の二重国籍問題をうやむやにしていることも原因の一つであり、「謝るべきは謝り、釈明すべきは釈明する」べきだと批判している。

### その他
中華人民共和国から日本に帰化した李小牧は、自らの国籍変更の経験を元に「国籍変更という人生の一大事を覚えていない」のは「馬鹿げた話」だと批判した。また、蓮舫が台湾籍の確認に時間がかかった事について「台湾の官報はネットで公開されており、検索すれば10分で答えはわかる」として、蓮舫の説明は嘘だと語った。
2016年9月14日、琉球大学の准教授が、蓮舫について「出自を偽り大臣まで務めた女工作員だ」などとTwitterに書き込んだ。この書き込みに、「名誉毀損」「ヘイトスピーチ」といった批判が寄せられ、投稿は削除された。琉球大学にも批判が寄せられたため、大学はこの准教授に口頭で注意した。
「アゴラ」で、蓮舫の二重国籍を初期段階で指摘した八幡和郎は、「国籍選択をすれば戸籍謄本に載る」と指摘し、台湾当局に聞くまでもなく二重国籍の状態であることを知っていた、あるいは、すぐ気づいたはずであるのに黙っていたと主張し、政治家にとって「特段に重要な問題」といえる国籍について何度も嘘をついたと批判している。
蓮舫を政治家にスカウトしたと主張する鳩山由紀夫は、二重国籍は想定外であったとし、蓮舫の言動について「台湾籍と日本国籍の『二重国籍』問題で最初にウソをついてしまいました。事実が分かると、ウソを糊塗し、ウソを繰り返さなければならなくなる。蓮舫氏は二重国籍状態を『知らなかった』とおっしゃっていましたが、政治家になる前の言動（『私は台湾籍』などと語ったインタビュー記事）をみると、どうも正直ではないですね」と批判している。
橋下徹は、蓮舫が2016年12月7日の党首討論で安倍晋三首相を「息をするようにウソをつく」などと批判したことに対し、「蓮舫さんなんか二重国籍問題ではバリバリの嘘つきだ。国民はしっかり見ている。（中略）政策論争に徹すべき」とTwitterで批判した。

#### 世論調査
産経新聞・FNNの世論調査では、二重国籍問題について「納得できる説明をしていると思わない」が48.0%、「思う」が41.9%となった。蓮舫は「謙虚に全て受け止める」と述べた。

### 戸籍の公表について
2017年5月25日の会見において「日本国籍を選択したことを証明する戸籍謄本を公開する考えはないと改めて主張していた。
2017年7月13日の定例会見で、同18日に台湾の国籍の離脱を証明できる戸籍謄本の一部を公開する考えを表明した。開示の理由については「共生社会を作る民進党の理念に一点の曇りもないが、私自身の二転三転した説明に疑念が残っているのであれば、それを明確にしたい」と述べた。また、「戸籍は個人のプライバシーに属するもので、差別主義者、排外主義者に言われて公開するようなことが絶対にあってはいけない」と主張した。
2017年7月18日、日本国籍選択宣言日が「平成28年（2016年）10月7日」と明記された戸籍謄本の複写の一部、2016年9月13日付発行の台湾籍の「国籍喪失許可証書」（台湾籍の離脱手続きは同年9月6日申請）、離脱手続きのために提出した台湾の旅券などを公開した。9月13日に台湾側より「国籍喪失許可証書」が発行され、26日に東京都目黒区役所に外国国籍喪失届を提出したものの、日本政府が台湾との外交がないことから10月7日に却下され、同日中に戸籍法「104条の2」にもとづいて日本国籍選択宣言を同区役所へ提出している。公表された戸籍謄本は、家族に関する記載が白塗りされていた。
公開された台湾の旅券は、1987年（昭和62年）に有効期限が切れたままであり、1984年（昭和59年）に17歳で日本国籍を取得した後は、日本国の旅券を使用していたと話している。
戸籍謄本の公開が「もっと早くできたのではないか」という批判については、日本国籍の選択宣言日が明記されたページに未成年の子供の情報が記載されていたため、「これまでは、子供が成人年齢に達していないことでブレーキがかかっていた」と釈明し、子どもが成人したために公開に踏み切ったとしている。

#### 反響
- 産経新聞は、このタイミングで戸籍謄本を一部公表した理由は、「東京都議選の敗北で強まった責任論を沈静化させ、続投への理解を得るためだ」としている[201]。また、蓮舫が、戸籍公開によって「差別が助長されることはあってはならない」と述べたことについて、産経新聞は「違法行為と差別とをごちゃ混ぜにし、論点をすり替えるべきではない」と批判している[201]。
- 八幡和郎はFacebook上で「当該国の国籍法で許されない国籍のあり方である人が政治家である事を許す国はありません」、「生まれてから現在に至るまでの国籍の異動について正確な情報を公開せずに政治家であることを許す国が世界中にあるとは思いません」と述べた[227]。
- 朝日新聞は戸籍謄本の公開について社説で「プライバシーである戸籍を迫られて公開すれば、例えば外国籍の親を持つ人々らにとって、あしき前例にならないか」と報じている[228]。この報道に対し産経新聞は、蓮舫は「国会議員であり、中でも首相の座を狙う野党第一党の党首という特別な立場」、「首相の国籍問題は一点の曇りもあってはならず、一般人とは比較にならないほど説明責任」が求められるために、国籍問題の説明責任を完全に果たさないことこそが「あしき前例」となると報じている[229]。
- 自民党議員の小野田紀美は、蓮舫の戸籍公開の表明を受けて、「国籍法に違反していないことを証明できるのは、国籍の選択日が記載されている戸籍謄本のみです。ルーツや差別の話なんか誰もしていない」と批判し、プライバシー保護は公開を拒否する理由にならないことを述べている[230]。
- 八幡和郎は、国際的に二重国籍は消極的に認められているものの、米国ですら「好ましいものとしていない」としており、ましてや、「その国の法律で許されない国籍のあり方」であったり「国籍についての経緯を公開しない」とか「ウソをつく」などの行為を行えば「党代表どころか、国会議員も辞めるのが世界の常識だ」と述べ批判している[231]。また、「現在台湾籍を有していないとの証明はできた。しかし、長期間にわたって国籍選択を怠ったことに変わりはなく、故意に二重国籍状態を保っていた疑いもある」としている[201]。
- ケント・ギルバートは夕刊フジ「ニッポンの新常識」で、この問題についての朝日新聞や毎日新聞の報道姿勢に報道しない自由の行使があったと述べている[232]。
- 政治学者の遠藤正敬は、公職選挙法により国会議員への立候補には、選挙管理委員会に戸籍抄本を提出する規定があることから、蓮舫が日本国籍者であることは疑いないこと、国籍の確認には、戸籍記載事項証明書の開示で十分であり、公人か否かにかかわらず、出生地や家族の情報を含む戸籍謄本を全国に開示する必要はないことを挙げた[233]。
- NPO法人 多民族共生人権教育センター代表の文公輝事務局長は、仮に戸籍を公表したとしても、戸籍開示を求める者らが、「身も心も日本人」であることの証明として、第2、第3の踏み絵を踏ませる差別への懸念を示した[234]。

## 人物

### エピソード
- ビデオ「’88キャンペーンガール」を監督した村西とおるは、出演者の蓮舫を次のように語っている。「上昇志向は常に伝わってきました。例えば撮影中に、頼んでもいないのに、カメラに向かってみずからウインクやキッス、水着の食い込みを直すなど…“負けてたまるか”という強さを感じましたね」[235]
- タレント時代の1990年から91年の「サッポロ黒ラベル」CMで、やたら気が強い態度を見せたことを芸人の金谷ヒデユキに黒ネコのタンゴの替え歌で皮肉られた。このことで金谷だけでなく蓮舫本人の人気も上がるなど、思わぬ相乗効果を見せていた[要出典]。
- 2009年12月下旬頃、ウェブページのデザインをTwitter風に変更し話題を呼んだ[236][237]。
- 2010年6月11日、民主党の渡部恒三元衆院副議長はTBSの番組収録で、蓮舫について「国民の人気を取るのにはいい。テレビ用大臣だ」などと述べ、あわてて「内閣の華」と言い直した[238]。
- 鳩山由紀夫は、民主党時代に、蓮舫を政治家にスカウトしたのは自身であると主張しており、その理由として、台湾人と日本人のハーフというマイノリティであることが「民主党が多様性を持った候補を擁立していることを示すことができる」と考えたためであり、蓮舫の主張の強さも魅力の一つであったとしている[219]。
- れんぽうと誤読されることもある[239] が正しくは「れんほう」である。

### 趣味・嗜好
- UNISON SQUARE GARDENが好きで、たびたびライブに足を運んでいる[要出典]。
- かつては喫煙者であったが、2004年の参院選前に禁煙をしている[135]。
- 無類のタバスコ好きであり、SNSにたびたび登場する。また、タバスコを常時携帯していることや、1ガロンのタバスコペッパーソースから、携帯用のタバスコに注ぎ足しながら常用していることを公言している[240][241]。
- なお、タバスコだけではなく、一味とうがらしや、七味とうがらしふりかけ、ゆずこしょうに、花ざんしょう、ペッパーソースをカバンに常備するほどの激辛調味料好き[242]。

### 統一教会との関係
タレント時代、当時出演していたTBS『三時に会いましょう』で、飯干晃一の統一教会に対する「宣戦布告」に協力する。飯星景子は親友だったとされる。その後、飯干をプライベートでも訪問し激励したとされる。

## 親族
- 祖父：謝達淋（ ? - 1934年6月）[244]、台湾白河鎮（現：台南市白河区）生まれ[245][246]。医師[247]。
- 祖母：陳杏村（1909年 - 1977年）[248][249]、台湾台北市生まれ[250]。ファッションデザイナー、たばこ商、バナナ商。謝との間に長男・長女・次女・次男（蓮舫の父）。「蓮舫」の名前は、陳杏村によってつけられたとされる。
- 父 - 謝哲信（1932年 - 1994年）[251]、台湾台南市生まれ。高校卒業後に来日し、同志社大学を卒業後、日本で台湾バナナ輸入業を始め、台湾バナナの対日輸出拡大に貢献し、富を築いた。癌により62歳で死去。
- 母 - 斉藤桂子（バナナ輸入会社「桂信貿易」代表取締役のほか、新宿3丁目でバーを経営している[252][253]）
- 元夫 - 村田信之（1966年 - ）テレビ番組スタッフ、ジャーナリストを経て、2011年4月、目黒区議会議員選挙に出馬するが落選[2]。早稲田大学客員准教授。2023年9月、釜石市議会議員選挙にて元妻である蓮舫の応援を受け、得票数トップで当選 [254]。
- 長女 - 村田翠蘭（1997年4月2日 - ）[255] - 村田琳の姉。
- 長男 - 村田琳（1997年4月2日 - ） [256] - 歌手、俳優。VOYZ BOYの元メンバー。
- 親戚 - 陳唐山（台湾の政治家。陳の姉の夫が謝哲信の従兄弟）[4][257]

## 所属団体・議員連盟
- 超党派ママパパ議員連盟
- ハンドボール振興議員連盟
- 子どもの未来を考える議員連盟
- チャイルドライン支援議員連盟
- 街の酒屋さんと共に歩む議員連盟
- 立憲民主党動物愛護議員連盟
- 日本・台湾議員懇談会
- 立憲民主党自衛隊員応援議員連盟
- 超党派『医療の民主化』改革で、次世代に責任ある政治を実現する議員連盟
- 天皇陛下御即位二十年奉祝国会議員連盟（事務局次長）

## 選挙
| 当落 | 選挙                     | 執行日         | 年齢 | 選挙区       | 政党       | 得票数      | 得票率 | 定数 | 得票順位 /候補者数 | 政党内比例順位 /政党当選者数 |
| ---- | ------------------------ | -------------- | ---- | ------------ | ---------- | ----------- | ------ | ---- | ------------------ | ---------------------------- |
| 当   | 第20回参議院議員通常選挙 | 2004年07月11日 | 36   | 東京都選挙区 | 民主党     | 92万4643票  | 16.66% | 4    | 3/11               | /                            |
| 当   | 第22回参議院議員通常選挙 | 2010年07月11日 | 42   | 東京都選挙区 | 民主党     | 171万734票  | 28.06% | 5    | 1/24               | /                            |
| 当   | 第24回参議院議員通常選挙 | 2016年07月10日 | 48   | 東京都選挙区 | 民進党     | 112万3145票 | 18.05% | 6    | 1/31               | /                            |
| 当   | 第26回参議院議員通常選挙 | 2022年07月10日 | 54   | 東京都選挙区 | 立憲民主党 | 67万339票   | 10.64% | 6    | 4/34               | /                            |
| 落   | 2024年東京都知事選挙     | 2024年7月7日   | 56   | ーー         | 無所属     | 128万3262票 | 18.8%  | 1    | 3/56               | /                            |
| 当   | 第27回参議院議員通常選挙 | 2025年07月20日 | 57   | 参議院比例区 | 立憲民主党 | 33万9311票  | ーー   | 50   | 1/22               | 1/7                          |

## 著書

### 単著
- 『一番じゃなきゃダメですか?』PHP研究所 2010
- 『蓮舫流やる気のスイッチ!1日10分手作り学習ドリル術』小学館 2010

### 共著
- 『国家機能を立て直す 若手政治家が目指す、新しい日本のかたち』野田佳彦、近藤洋介、山口つよし、松本大輔、藤原直哉共著 ファーストプレス 2009

## 出演

### 写真集
- Ren Ho （ワニブックス、1988年）

### ビデオ
- ナチュラルな妖精誕生 - Ren Ho （クラリオンソフト、1987年）

### テレビ番組
バラエティ番組・その他
- 11PM（時期不明、日本テレビ）- カバーガール
- セーラー服通り（1986年1月 - 1986年3月、TBS） - れい子 役※斉藤蓮舫名義
- 君の瞳をタイホする! （1988年1月 - 3月、フジテレビ） - 婦人警官役
- スーパージョッキー（1990年4月 - 1992年9月、日本テレビ）
- 合コン!合宿!解放区 （1990年5月 - 1991年3月、朝日放送）
- ひょっこり漂流島（1990年7月 - 12月、テレビ東京）共演：岡本夏生、荒井美恵子、松永光代（太田光代）、永井美帆
- クイズおもしろTV （1990年8月 - 9月、テレビ朝日） - アシスタント
- IKE IKE CLUB （1990年、TBS） - 司会
- マジカル頭脳パワー!! （1991年3月 - 1992年3月、日本テレビ）
- ヒットパレード90's （1991年4月 - 1991年10月、フジテレビ） - 司会
- ニュースに挑戦!あなたの常識（1991年4月 - 7月、テレビ東京） - クイズ番組のアシスタント
- 次男次女ひとりっ子物語（1991年10月 - 12月、TBS）- 朝倉つぐみ 役
- 快傑!ドクターランド（1992年10月 - 1993年3月、毎日放送）
- こだわりTV PRE★STAGE（テレビ朝日　1990年代初頭） -  水曜日担当。飯星景子、矢吹藍子との共同司会、その後高市早苗、田中綾子らとの共同司会
- ジカダンパン!責任者出て来い!（2002年 - 2003年、テレビ東京）
- 朝まで湾岸LIVE（テレビ朝日） - 司会

| 期間       | 期間      | 番組名                                               | 役職                     |
| ---------- | --------- | ---------------------------------------------------- | ------------------------ |
| 1990年10月 | 1995年9月 | サラリーマン・アワー 平成のオキテ（名古屋テレビ）    | 司会                     |
| 1990年10月 | 1991年3月 | 桂三枝のにゅーすコロンブス（朝日放送）               | アシスタント             |
| 1990年10月 | 1992年9月 | TVいま時あの時（テレビ朝日）                         | 司会                     |
| 1992年4月  | 1992年9月 | 3時にあいましょう（TBS）                             | 司会                     |
| 1992年10月 | 1993年3月 | スーパーワイド（TBS）                                | 司会                     |
| 1993年4月  | 1995年9月 | ステーションEYE（テレビ朝日）                        | 平日メインキャスター     |
| 2004年8月  | 2014年3月 | みのもんたのサタデーずばッと→サタデーずばッと（TBS） | 政治側でのコメンテーター |

### 映画
- ご挨拶 第1話「イロイロ、ありまして」（1991年、友情出演）

### ラジオ番組
- BATTLE TALK RADIO アクセス（2003年1月 - 2004年3月、TBSラジオ）

### 企業広告
- NTT （1988年頃）
- 京阪電気鉄道（1989年秋 - 1991年秋）
- サッポロビール 黒ラベル[259]
- LION Ban（1991年頃）[260]